# Paraclius curvispinus
Paraclius curvispinus är en tvåvingeart som beskrevs av Yang och Saigusa 2001. Paraclius curvispinus ingår i släktet Paraclius och familjen styltflugor.
Artens utbredningsområde är Guizhou (Kina). Inga underarter finns listade i Catalogue of Life.